# Przełęcz pod Bobrzakiem
 Przełęcz pod Bobrzakiem  – przełęcz na wysokości 808 m n.p.m., w południowo-zachodniej Polsce w Sudetach Zachodnich w Rudawach Janowickich.

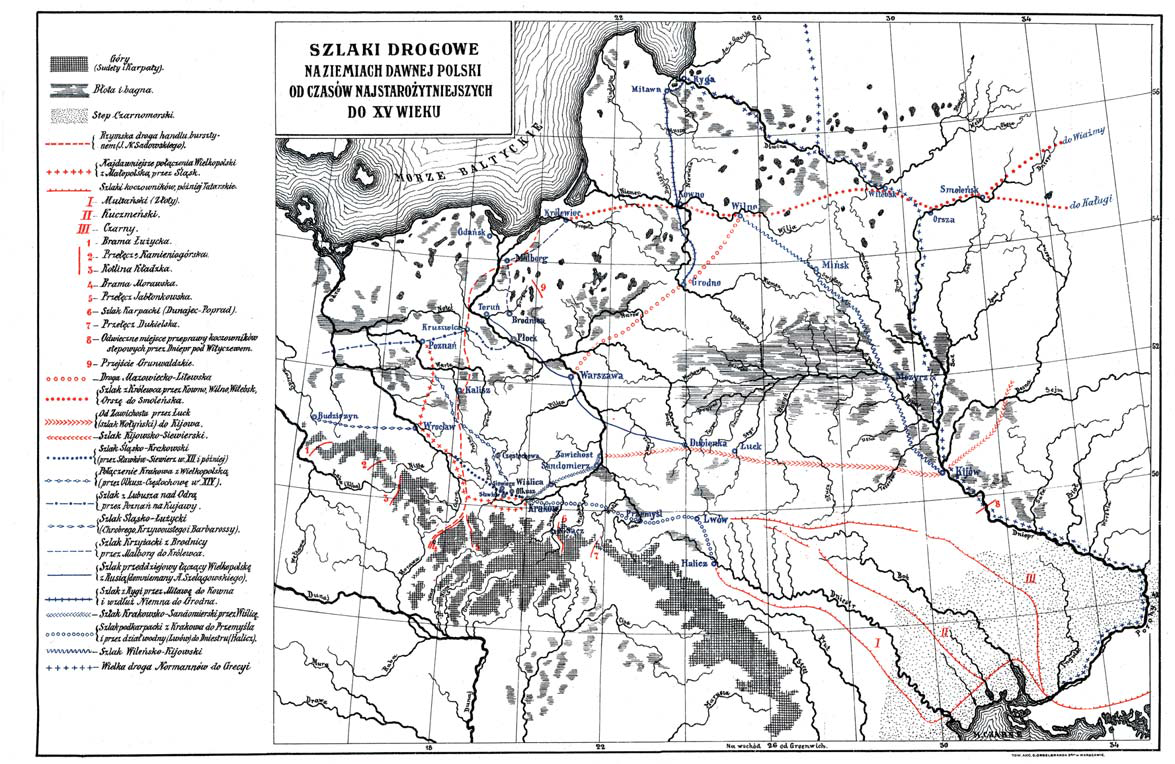
"Szlaki drogowe", mapa z Geografii ziem dawnej Polski Antoniego Sujkowskiego (1918).

## Położenie
Przełęcz położona w południowo-środkowej części Rudaw Janowickich, na południe od Skalnika około 3,7 km na wschód od centrum Kowar, w Rudawskim Parku Krajobrazowym.

## Fizjografia
Przełęcz górska wyraźnie rozgraniczająca południową część grzbietu głównego Rudaw Janowickich, o wyrównanej powierzchni z kulminacją Rudnika (853 m n.p.m.), od rozległej kopuły Skalnika (945 m n.p.m.). Przełęcz stanowi wyraźne, rozległe, głębokie siodło wcinające się między Skalnik po północnej stronie a Bobrzak po południowo-zachodniej stronie. Przełęcz o stromym północnym skrzydle i zachodnim podejściu. Południowe skrzydło oraz wschodnie podejście są łagodniejsze. Podłoże przełęczy zbudowane jest z górnokarbońskiego granitu karkonoskiego, w którym spotyka się żyły aplitowe i kwarcowe. Obszar w okolicy przełęczy porastają dolnoreglowe lasy świerkowe. Na podejściach przełęczy położone są źródła potoków górskich, Bystrej po zachodniej stronie i Czarnowskiego Potoku po wschodniej stronie.

## Turystyka
Przez przełęcz prowadzą szlaki turystyczne:
- fragment Głównego Szlaku Sudeckiego prowadzący z Bukowca do Lubawki
- fragment szlaku prowadzący z Karpnik na Przełęcz Kowarską